# Poliție politică
Prin poliție politică se înțelege organul de stat care strânge informații despre cetățenii opuși regimului la putere și ia măsuri represive împotriva acestora.

## În România

### Siguranța Statului
Serviciul de informații al României dintre anii 1924-1944.

### "Securitatea" comunistă
În articolul 5 al legii nr. 187 din 7 decembrie 1999 privind accesul la propriul dosar și deconspirarea Securității ca poliție politică, termenul se definește astfel:

ART. 5
(1) Prin poliție politică se înțelege toate acele structuri ale securității, create pentru instaurarea și menținerea puterii totalitar-comuniste, precum și pentru suprimarea sau îngrădirea drepturilor și libertăților fundamentale ale omului. 
(2) Este agent al organelor de securitate, ca poliție politică, în sensul prezentei legi, orice persoană care a îndeplinit calitatea de lucrător operativ, inclusiv acoperit, al organelor de securitate în perioada 1945-1989. 
(3) Este colaborator al organelor de securitate, ca poliție politică, în sensul prezentei legi, persoană care: 
a) a fost retribuită sau recompensată în alt mod pentru activitatea desfășurată în această calitate; 
b) a fost deținător de locuință conspirativă sau de casă de întâlnire; 
c) a fost rezident al securității, în sensul prezentei legi; 
d) orice altă persoană care a dat informații securității, prin care s-a adus atingere, nemijlocit sau prin alte organe, drepturilor și libertătilor fundamentale ale omului. Informațiile cuprinse în declarațiile date în timpul anchetei de către persoana reținută sau arestată pentru motive politice privind cauza pentru care a fost cercetată, judecată și condamnată nu fac obiectul acestei prevederi. 
(4) Se consideră colaborator al organelor de securitate, ca poliție politică, și persoana care a transmis sau a înlesnit transmiterea de informații, note, rapoarte sau alte acte, prin care se denunțau activitatea sau atitudinile potrivnice regimului totalitar comunist, de natură să aducă atingere drepturilor și libertăților fundamentale ale omului. 
(5) Sunt asimilați colaboratorilor prevăzuți la alin. (3) persoanele care au avut competențe decizionale, juridice ori politice sau care prin abuz de putere politică au luat decizii la nivel central sau local, cu privire la activitatea securității sau cu privire la activitatea altor structuri de represiune ale regimului totalitar comunist. 
(6) Implicarea în activitatea de poliție politică a persoanelor prevăzute la art. 2 se stabilește pe baza datelor, probelor și indiciilor existente în dosarele care fac obiectul cercetării, precum și prin orice înscrisuri prezentate de orice persoană interesată în cazul lipsei, alterării sau descompletării dosarului.